# NGC 5579
NGC 5579 é uma galáxia espiral (Sc) localizada na direcção da constelação de Boötes. Possui uma declinação de +35° 11' 21" e uma ascensão recta de 14 horas, 20 minutos e 26,4 segundos.
A galáxia NGC 5579 foi descoberta em 1 de Maio de 1785 por William Herschel.